# 2012-es aurorai lövöldözés
2012. július 20-án egy fegyveres férfi tüzet nyitott a A sötét lovag – Felemelkedés című Batman mozifilm nézőire a kora esti mozielőadás megkezdését követően az Egyesült Államokban található Colorado állambeli Aurora városában. A támadás során 12 ember életét vesztette és 70-en megsebesültek.

## A lövöldözés

Bal alsó kép: Colorado állam elhelyezkedése az Egyesült államok térképén, felette: Aurora elhelyezkedése Colorado államban, fent: Aurora belvárosa, jobbra lenn: a lövöldözés színhelye

A lövöldözés a kilences számú moziteremben, a Century 16's filmszínházakat üzemeltető cég egyik mozijában történt, az Aurora Városközpont bevásárlóközpontjában. Az elkövető, aki gázálarcot és golyóálló mellényt viselt, fél órával a film elkezdése után jutott be a nézőtérre a hátsó vészkijáraton keresztül és eldobott egy könnygázgránátot a nézőtéren, mielőtt tüzet nyitott volna. A helyi rendőrőrs vezetője, Dan Oates a helyszínen tartott sajtótájékoztatón közölte, hogy a gyanúsított egy AR-15-ös lőfegyvert, egy 12 lövetű Remington sörétes fegyvert és egy .40 cal Glock kézifegyvert használt a bűncselekmény elkövetéséhez. Egy második Glock tipusú kézifegyvert találtak a rendőrök a gyanúsított mozi mögött parkoló fehér színű, Hyundaiában.
A CNN-nek nyilatkozó FBI-os források szerint az elkövető valószínűleg kitámasztotta a mozi hátsó vészkijáratának ajtaját, majd visszament autójához, hogy felkészüljön tettére. A közönség többsége nem vette komolyan a fegyverest, amikor először betoppant a moziba a hátsó ajtón keresztül, mivel a mozinézők közül többen amúgy is jelmezbe öltöztek, azt gondolták, hogy ez is csak efféle „kiöltözés". De ezt azonnal megcáfolta az, amikor az elkövető behajította közéjük a füstgránátot és elkezdett tüzelni rájuk. Néhány lövedék átütötte a nézőtér falát és a szomszédos nézőtér – ahol mellesleg ugyanannak a filmnek a vetítése folyt – nézői közül sebesített meg több embert.

## Áldozatok
Tíz ember a helyszínen életét vesztette, míg további két sebesültön a kórházba szállításukat követően sem tudtak segíteni az orvosok. Az előzetes híresztelések alapján 50-53 áldozatról érkezett hír, amelyet később 71-re pontosítottak. Ebből a 71 emberből 12-en életüket vesztették, míg további 59-en különböző mértékű sebesüléseket szenvedtek. Az ABC News szerint ez volt minden idők legvéresebb mészárlása az Egyesült Államokban.
A sérülteket a helyi gyerekkórházban, a denveri Egészségügyi Központban, az aurorai Egészségügyi Központban, a Svéd Kórházban és az Egyetemi Kórházban ápolták, valamint az eset helyszínén rögtönzött ideiglenes ellátóhelyet alakítottak ki. Azokat, akik nem sebesültek meg a lövöldözésben a Gateway High School épületébe szállították, ahol kihallgatták őket mint szemtanúkat. Az áldozatok életkora pár hónapostól 43 évesig terjedt.

## A gyanúsított
A lövöldözőt, James Eagan Holmest a rendőrség a helyszínen elfogta és a fogdába szállította. A rendőrök a feltételezett elkövetőt kocsija mellett találták meg a bűnelkövetéshez használt fegyverekkel együtt, de nem tanúsított ellenállást.

## A támadó felszerelése
A lövöldöző, a szemtanúk elmondása alapján, gázmaszkot viselt, fekete golyóálló mellénnyel. Ezt később a rendőrség kiegészítette azzal, hogy fekete színű ágyékvédőt és fekete úgynevezett „taktikai kesztyűt” viselt. Fegyverzete egy AR-15-ös karabélyból, egy Remington sörétes fegyverből, illetve egy .40 cal Glock kézifegyverből állt. A rendőrség később kiderítette, hogy az elkövető a fent említett felszereléseket, ezen felül további 6000 darab lőszert vásárolt legálisan, a merényletet megelőző hónapok során.

## Reakciók
A film készítője a Warner Bros. együttérzését és mély megrendülését fejezte ki az esettel kapcsolatban, valamint közölték, hogy elnapolják a film párizsi bemutatóját. A film reklámkampányát felfüggesztették Finnországban.  A Warner Bros. felfüggesztette a 2015 szeptemberében a mozikba kerülő Gangster Squad című filmjének reklámkampányát, mivel abban hasonló jelenet játszódik le, mint, ami a valóságban is megtörtént. 
Barack Obama, az Egyesült Államok elnöke, valamint a fontosabb politikai vezetők részvétüket nyilvánították a hozzátartozók és az áldozatok számára. 
Az AMC mozihálózat, amely az aurorai mozit is üzemelteti, valamint az egyik legjelentősebb mozihálózat az Államokban, bejelentette, hogy megtiltja a mozikban a maszkok, álarcok és jelmezek viselését.

## Fordítás
Ez a szócikk részben vagy egészben  a(z)   2012 Aurora shooting című angol Wikipédia-szócikk ezen változatának fordításán alapul.  Az eredeti cikk szerkesztőit annak laptörténete sorolja fel. Ez a jelzés csupán a megfogalmazás eredetét és a szerzői jogokat jelzi, nem szolgál a cikkben szereplő információk forrásmegjelöléseként.